# Helcostizus echthroides
Helcostizus echthroides är en stekelart som först beskrevs av Julius Theodor Christian Ratzeburg 1852.  Helcostizus echthroides ingår i släktet Helcostizus och familjen brokparasitsteklar. Inga underarter finns listade i Catalogue of Life.